# 司祭のマリア運動
司祭のマリア運動（しさいのマリアうんどう　英語： Marian Movement of Priests (MMP)　）とは、カトリック教会の聖職者及び一般信徒による私的組織で、司祭・ステファノ・ゴッビ神父によって、1972年に設立された。この組織は聖母への崇敬運動でもある。
ゴッビ神父によると、彼がポルトガル・ファティマの聖母を巡礼中に、聖母マリアから内的語らいと呼ばれる私的啓示を受け、大量のメッセージを受けたとされる。
この運動の目的は、（１）聖母マリアの汚れなきみ心に対する奉献に生きること。（２）ローマカトリック教会の教皇及びローマカトリック教会に一致すること。（３）カトリック教会の信徒を聖母への依託に導くこと。この３つである。

## 運動の始まり
イタリア・ミラノ出身のステファノ・ゴッビ神父は1972年5月8日にポルトガル・ファティマに巡礼に行った。そして、ファティマの聖母聖堂で、司祭の職を捨てたり、ローマ・カトリックに反抗しようと伝え聞く司祭たちのために祈っていた。
ゴッビ神父によると、ある日、最初の内的啓示が聖母からあった。その内的な声は聖母マリアの穢れ無き御心のうちにもっと自信を持ち、無原罪の聖母の御心に自分自身を捧げることをいとわない司祭たちと集まり、ローマ教皇及びカトリック教会と強く団結しなさいと励ました。
ゴッビ神父は内なる声を確認するため、聖母マリアに祈った。そして1972年5月後半に、ナザレの受胎告知教会で祈っている間に声を受けた。
ゴッビ神父は1972年10月に彼の精神的な相談者たちとの協議の後、彼の他2人の司祭にイタリアのコモ(Como)にあるジェラ・ラリオ(Gera Lario)で、いくつかのローカル新聞とカトリック系新聞に「運動」の告知をした。1973年3月には、この「運動」への参加を表明した80名中23名のカトリック司祭が国内集会に参加した。
この「司祭のマリア運動」は現在、イタリア・ミラノに本部を置き、世界中にその支部を持つ。
世界中で約300人の枢機卿及び司教、10万人以上の聖職者がその会員となっている。

## 参照
- 聖母の出現